# Industrielleneingabe

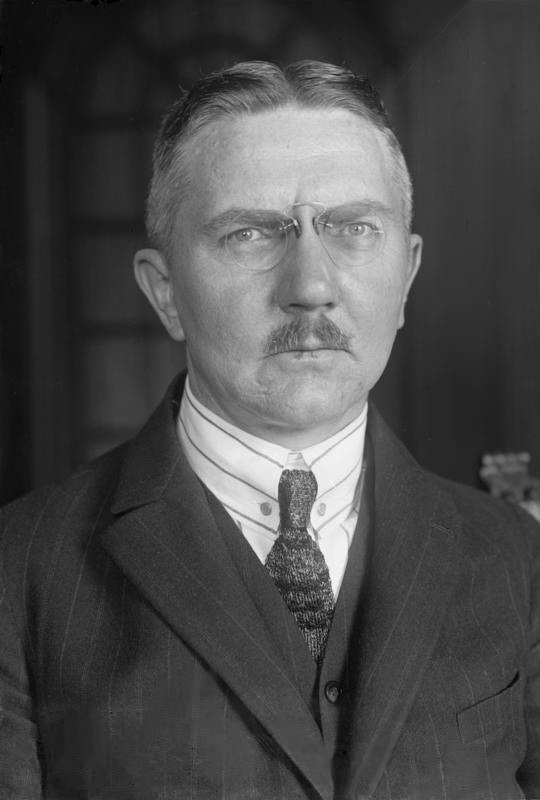
Hjalmar Schacht fue el autor de la Industrielleneingabe.

Industrielleneingabe (la traducción del alemán sería «petición de los industriales») fue una carta firmada el 19 de noviembre de 1932 por veinte representantes de la industria, las finanzas y la agricultura, dirigida al presidente de Alemania Paul von Hindenburg, donde se le pedía que nombrara a Adolf Hitler canciller del Reich. Hindenburg no hizo caso a la petición y el 2 de diciembre de 1932 nombró canciller a Kurt von Schleicher.
Se publicó por primera vez en 1956 en la revista Zeitschrift für Geschichtswissenschaft y junto con la reunión secreta del 20 de febrero de 1933 evidencia el papel que jugó el gran capital en el ascenso del Partido Nazi (NSDAP) al poder.

## Firmantes
Los firmantes fueron:
- Hjalmar Schacht, antiguo presidente del Reichsbank y miembro del Freundeskreis der Wirtschaft.
- Friedrich Reinhart, portavoz de la junta directiva del Commerzbank, miembro de la junta directiva de AEG, miembro del Freundeskreis der Wirtschaft.
- August Rosterg, director general de Wintershall, miembro del Freundeskreis der Wirtschaft.
- Kurt Freiherr von Schröder, banquero de Colonia, miembro del Freundeskreis der Wirtschaft y del Deutscher Herrenklub.
- Fritz Beindorff, dueño de Herzlich, miembro del consejo de administración del Deutsche Bank.
- Emil Helfferich, miembro de la junta directiva de la Deutsch-Amerikanische Petroleum Gesellschaft, presidente del consejo de administración de la Hamburg America Line, miembro del Freundeskreis der Wirtschaft.
- Franz Heinrich Witthoefft, presidente del consejo de administración del Commerz- und Privat-Bank, presidente de Handelskammer Hamburg, miembro del Freundeskreis der Wirtschaft.
- Ewald Hecker, presidente de Handelskammer Hannover, presidente del consejo de administración de Ilseder Hütte, miembro del Freundeskreis der Wirtschaft.
- Kurt Woermann, naviero de Hamburgo y miembro del NSDAP.
- Carl Vincent Krogmann, copropietario del banco, naviera y casa comercial Wachsmuth und Krogmann, miembro de la junta directiva del Hamburger Nationalklub, del Handelskammer Hamburg y del Freundeskreis der Wirtschaft. Entre los años 1933 y 1945 fue alcalde de Hamburgo.
- Kurt von Eichborn, socio de un banco privado de Breslavia.
- Eberhard Graf von Kalckreuth, presidente del Reichslandbund y miembro del Deutscher Herrenklub.
- Erich Lübbert, director general de Dyckerhoff & Widmann, presidente de la AG für Verkehrswesen, miembro del consejo económico de los Cascos de Acero.
- Erwin Merck, jefe del banco H. J. Merck & Co.
- Joachim von Oppen, presidente de la cámara de agricultura de Brandemburgo.
- Rudolf Ventzki, director general de Maschinenfabrik Esslingen.
- Fritz Thyssen, presidente del consejo de administración de Vereinigte Stahlwerke.
- Robert Graf von Keyserlingk-Cammerau, miembro de la junta directiva de la liga patronal agrícola  y miembro del Deutscher Herrenklub.
- Kurt Gustav Ernst von Rohr-Manze, terrateniente.
- Engelbert Beckmann, presidente del Westfälischen Landbund.